# Chicharrón

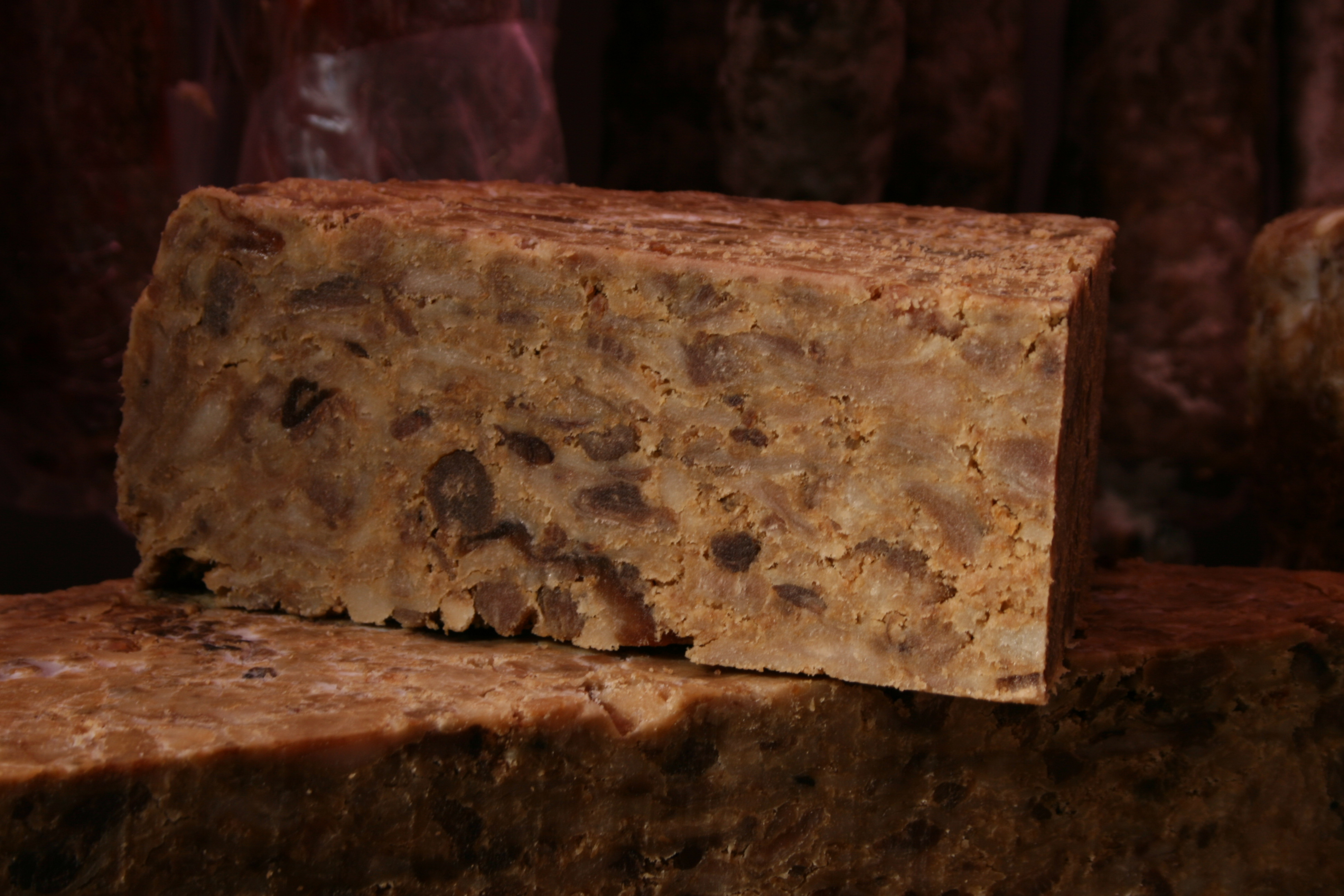
Chicharrones

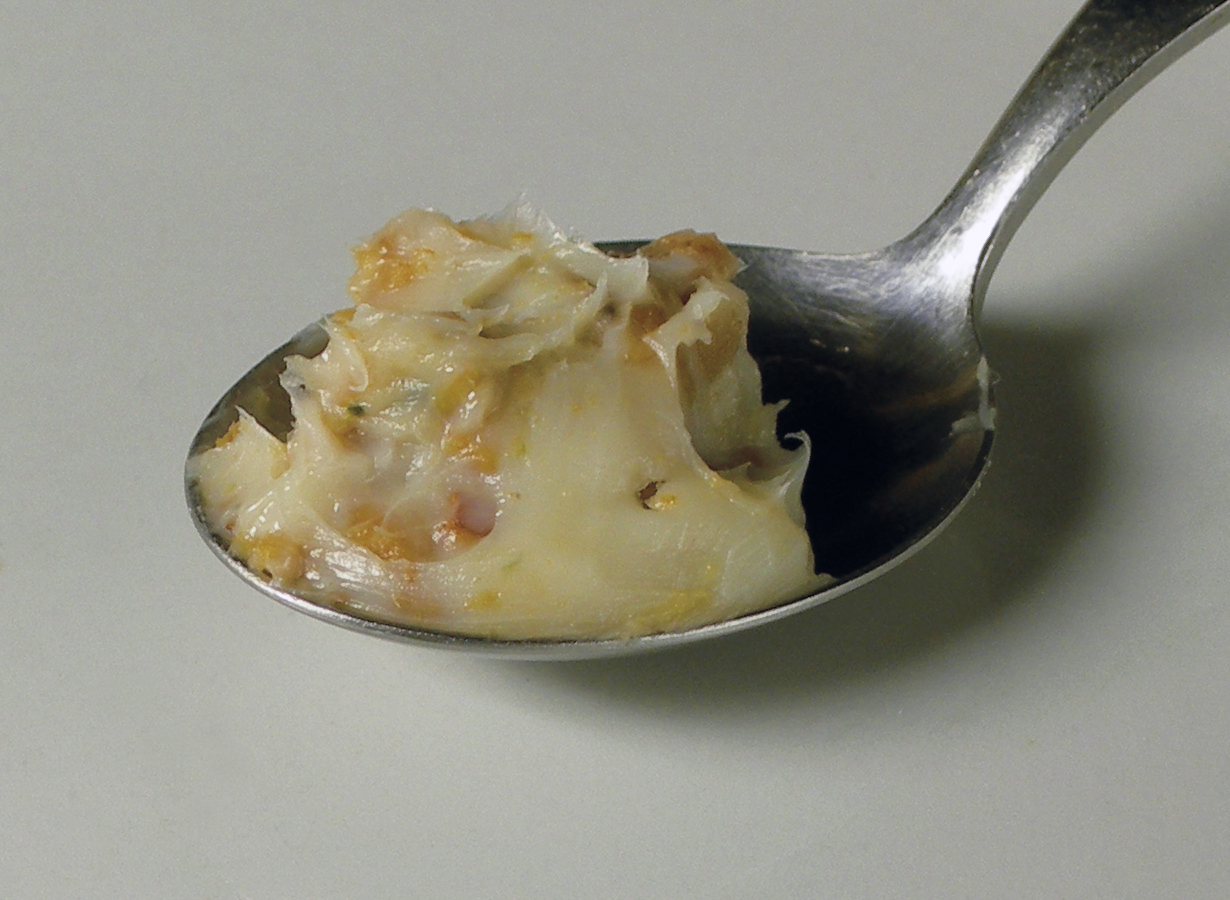
Un pedazo de grasa.

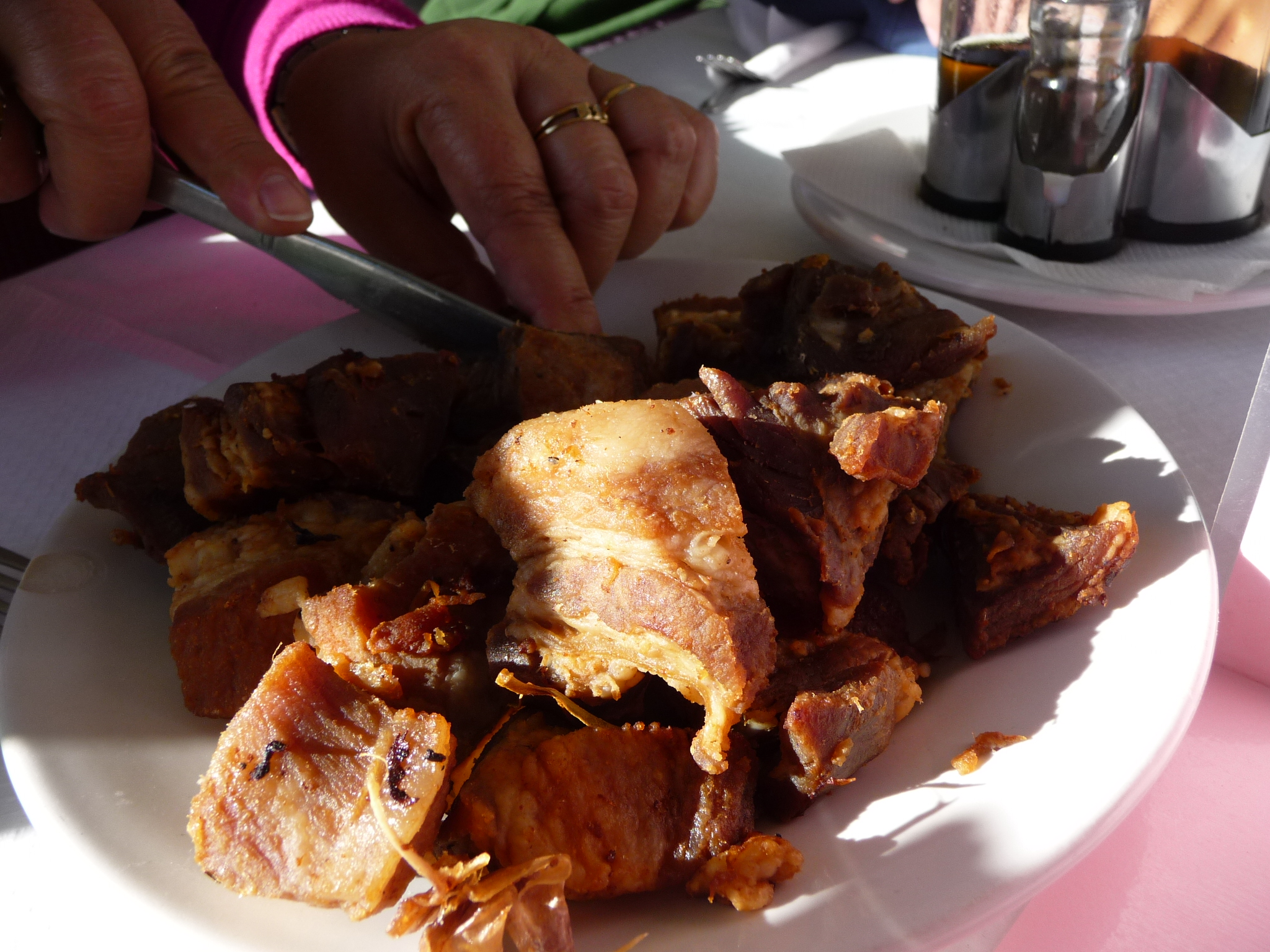
Chicharrones

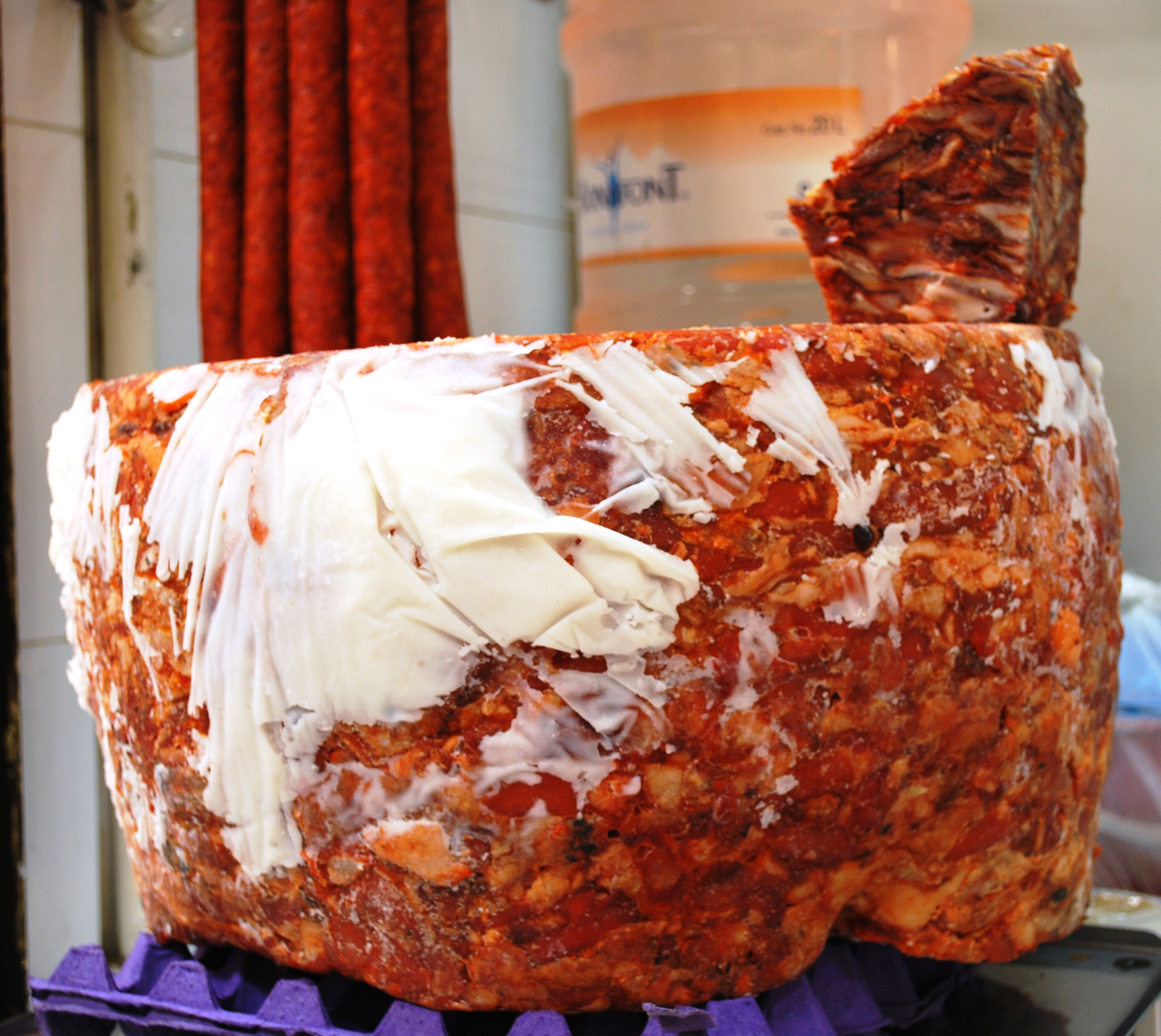
Chicharron prensado.

El chicharrón es una comida que en algunos países se obtiene tras derretir la grasa del cerdo, en otros se usa la grasa del cerdo para cocinar la carne y en otros consiste en una fritura de la piel del cerdo con o sin carne. 
También pueden obtenerse chicharrones de otros animales como vacas, pollos, pescados o corderos, o hacerse de harina, aunque en general son considerados de menor calidad. La palabra chicharrón se ha extendido desde la cocina española a lo largo de toda la Hispanidad, para dar un significado a las diferentes formas de condimentarlo o de cocinarlo al rojo vivo.

## Bolivia
En Bolivia, el chicharrón es un plato especial compuesto de carne, tocino y cuero de cerdo preparado con la misma grasa del animal, mezclado con chicha (bebida alcohólica ancestral elaborada de granos de maíz), en grandes pailas de cobre que a su vez están sostenidas en grandes fogones hechos de barro, la mayoría de las veces preparado en fuego de leña, otras veces a gas.
Este plato es acompañado con mote (grano de maíz hervido), papas hervidas con cáscara, aderezado con Llajwa (salsa picante hecha de tomates, locoto y killkiña).
La ciudad de Cochabamba es por excelencia el lugar del chicharrón, los sábados y domingos los restaurantes y locales preparan este plato a la vista de los consumidores. El plato entero puede ser de grandes dimensiones y abastecer fácilmente a 4 personas.

## Argentina, Chile, Paraguay y Uruguay

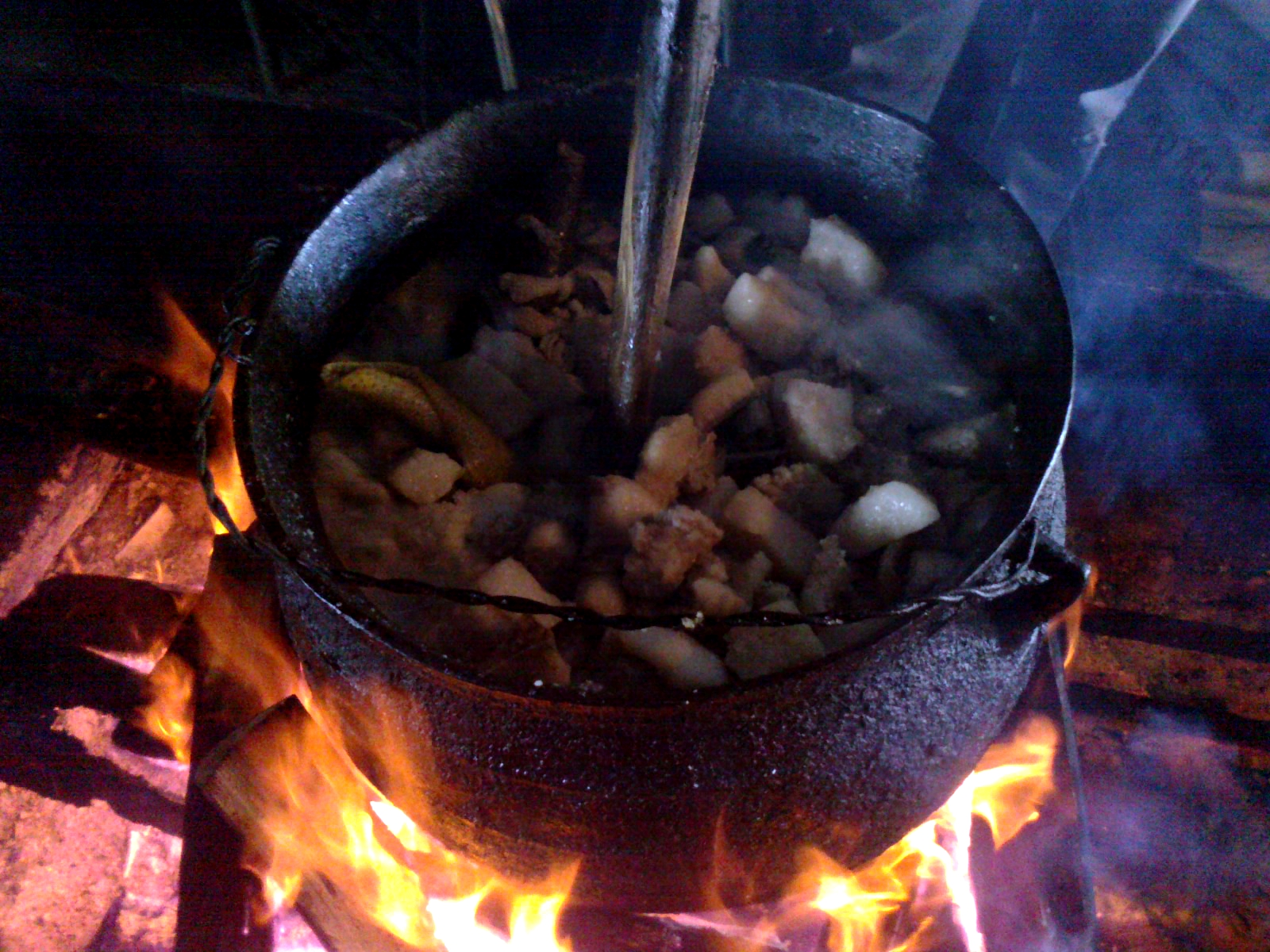
Preparación de chicharrones en un reitimiento.

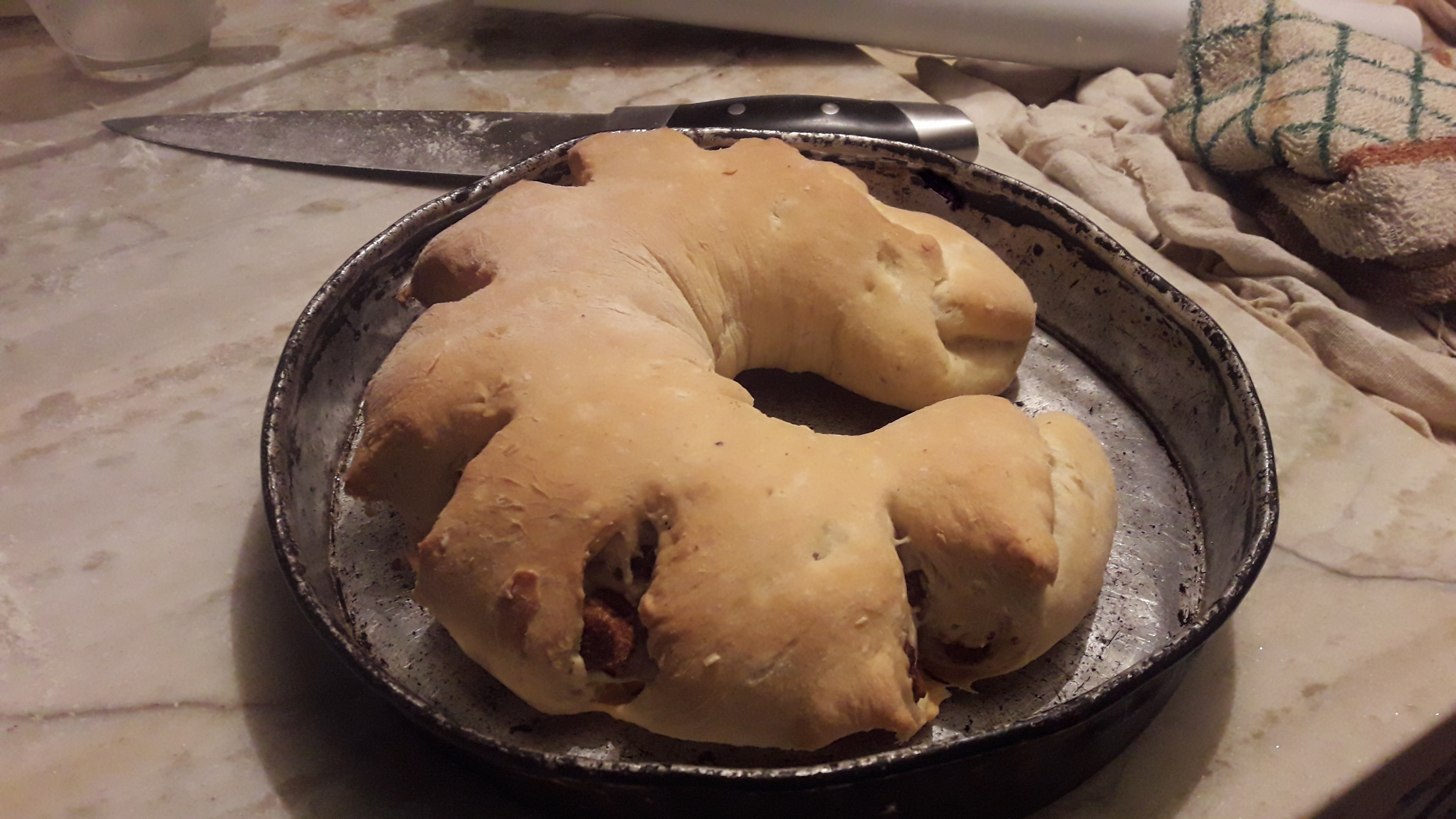
Una rosca hecha con chicharrones en Uruguay.

En Argentina, Chile, Paraguay y Uruguay el chicharrón está asociado a un alimento de acompañamiento. Los chicharrones se obtienen de freír la grasa del cerdo (u otra grasa de preferencia, en Uruguay se utiliza esclusivamente grasa de vaca) a alta temperatura, con el fin de «achicharrar» lo más posible sin quemar. En Chile, se sirven dentro de un pan o se incorporan a ciertos sustitutos del pan propios de la comida del sur del país, como milcaos, chochocas y churrascas. En las panaderías de muchos lugares se pueden comprar panes y roscas con chicharrones en su interior, y en zonas rurales es tradicional un gran pan de masa densa con chicharrones, conocido como tortilla con chicharrones. La piel del chancho puede formar parte de estos chicharrones, pero cuando está sola, al modo de los chicharrones mexicanos, recibe el nombre de «cuero de chancho», «cuerito de chancho», «trahua» o «chahua» y se consume a la plancha, hervida o como acompañamiento de platos de legumbres.
En Paraguay y Noreste de Argentina es típico el denominado «chicharrón trenzado», el cual consta de tres tiras de carne vacuna, generalmente tapa de asado o matambre hecho por lo común con la capa de carne que se saca de entre el cuero y el costillar de vacunos y porcinos, así como vacío, pella, sal y limón, o jugo de «naranja apepú» (variedad regional de la naranja). Esta preparación típica de la región guaranítica suele ser acompañada con mandioca frita o hervida. Su nombre se debe a la forma de trenzas de la carne antes de su cocción. Puede conservarse por varios días, en cuyo caso se lo protege con harina de maíz tostada o precocida.

## Colombia
En Colombia, el chicharrón es una fritura de la piel del cerdo o de carne de cerdo con piel. En la Costa Caribe se come acompañado de bollo de yuca, de bollo limpio, de yuca cocida o como relleno de arepas al desayuno o a cualquier hora del día en expendios. Troceado se come como relleno de arepas. En la región cordobesa también se prepara en sancocho. También hace parte fundamental de la bandeja paisa, plato típico de la región antioqueña.
La mogolla chicharrona es un pan mogolla relleno de chicharrón.

## Cuba
En Cuba, los chicharrones (se suelen nombrar siempre en plural) se obtienen de freír la carne de puerco con la piel, previamente cortada en pequeños cuadrados. Es un acompañamiento prácticamente indispensable especialmente de platos típicos como el arroz congrí, compuesto por frijoles y arroz cocinados juntos, chicharrones, plátano frito (tostones o chatinos), carne, yuca y otros productos del lugar

## Costa Rica
En Costa Rica, el chicharrón se obtiene al freír el "cuero" o piel de cerdo (ya sea con carne o no), en manteca.
A no confundir con el "chicharrón colombiano" o de otros países de la región, qué se hacen exclusivamente con carne de costilla u otra.
En Costa Rica el chicharrón está asociado a varios platillos típicos como el "Chifrijo". La mayoría de los ticos prefieren comer el chicharrón con jugo de limón (preferiblemente limón mandarina),con yuca o con tortillas. Ciertas personas lo sirven acompañado de un "pico de gallo" (tomate picado con cebolla y culantro). Es también bastante popular y muy apreciado el chifrijo, que además de los chicharrones lleva carne de costilla frita, arroz blanco, frijoles, pico de gallo conocido en el país como chimichurri y opcionalmente aguacate o guacamole, chile picante al gusto y tortillas de maíz cortadas tostadas en triángulos y fritas conocidas como doraditas.

## España

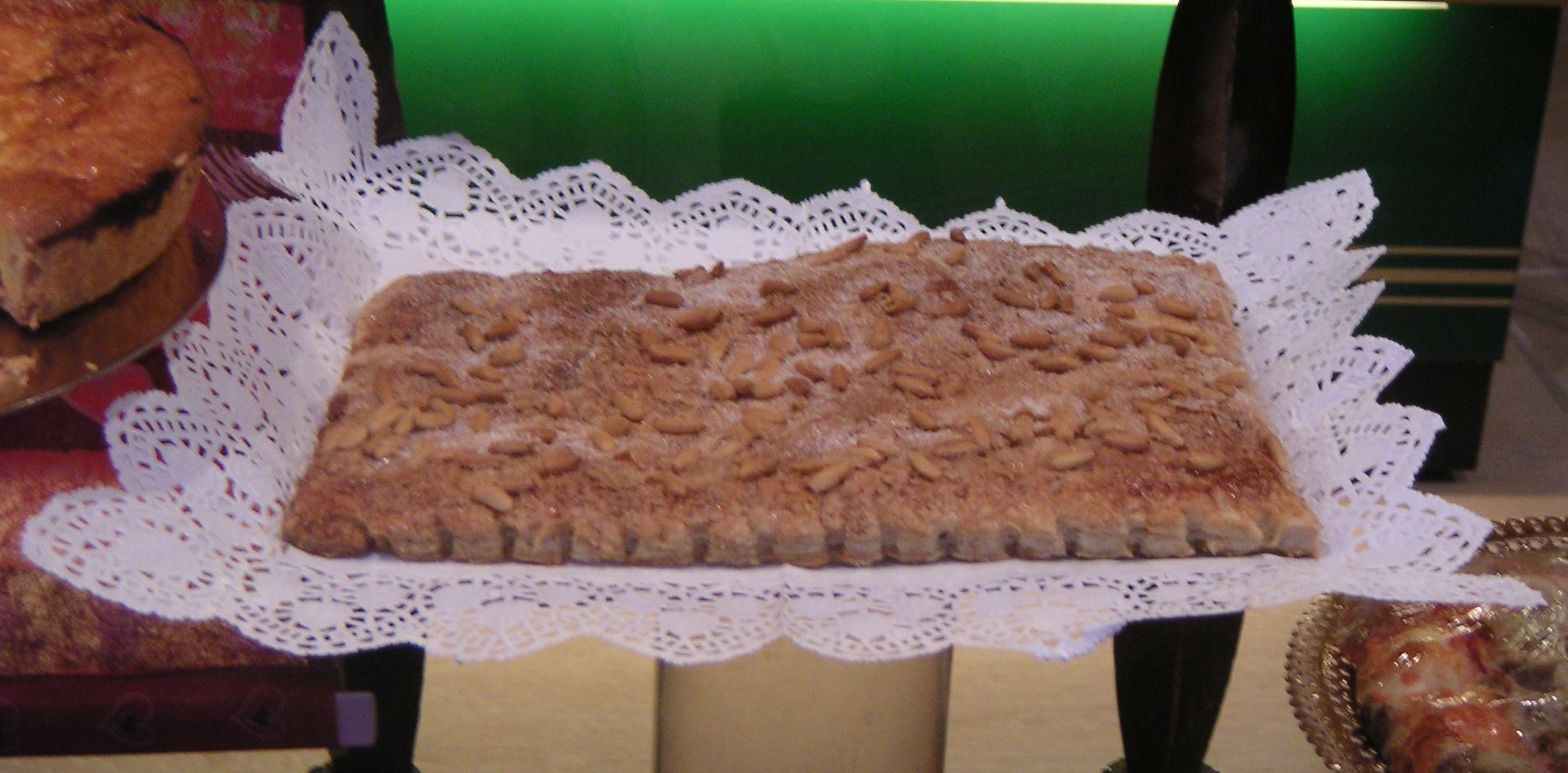
Coca de chicharrones catalana (coca de llardons).

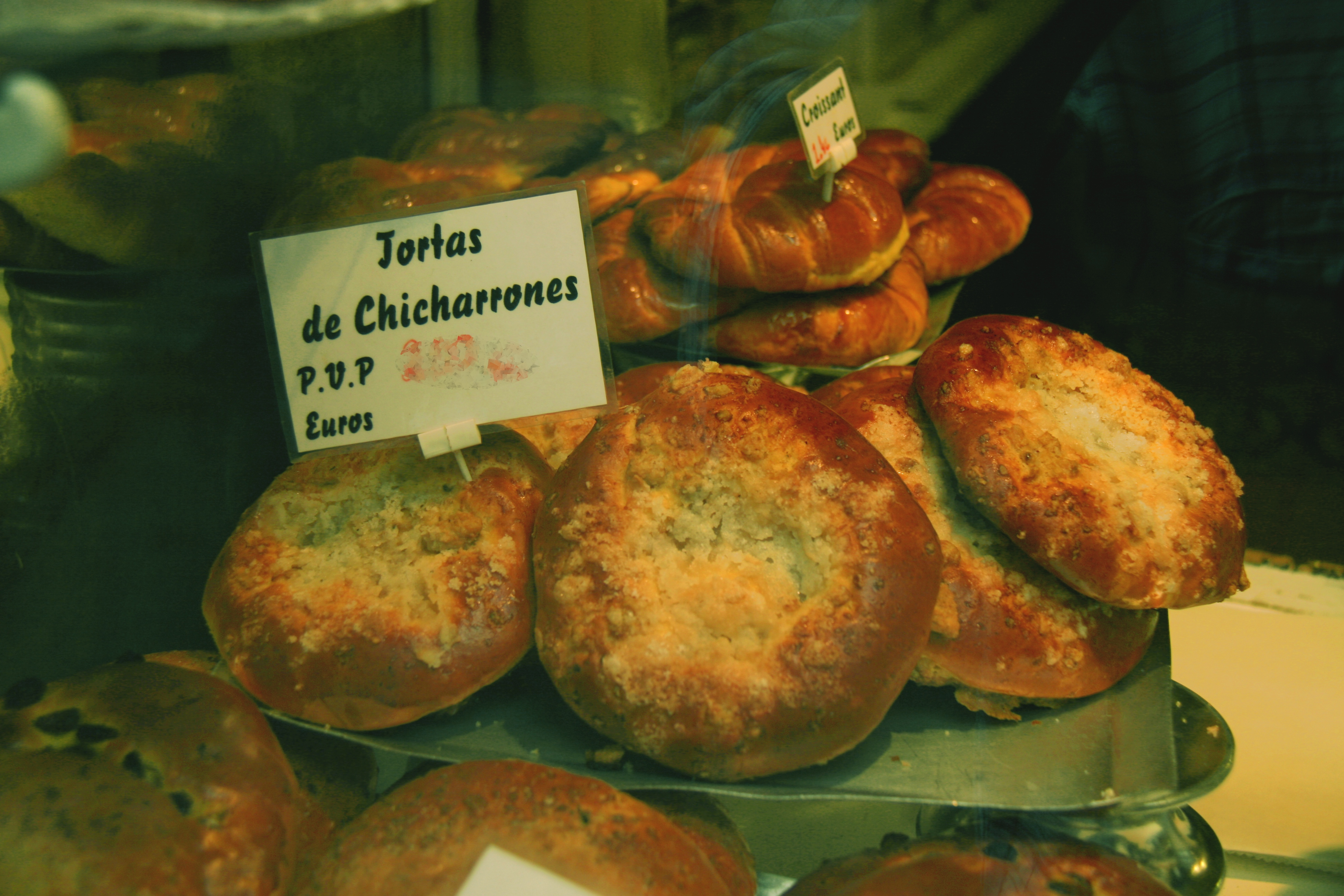
Tortas madrileñas de chicharrones.

En España, el concepto y el uso de los chicharrones es diferente en la cocina de cada zona:
- En Andalucía llaman chicharrón a un fiambre típico que se elabora con diversos subproductos porcinos, mezclados con las partes grasas del cerdo, todo ello triturado, condimentado con pimentón, sal y pimienta negra en grano, y prensado, para consumirse cortados en lonchas, como aperitivo o en bocadillo con un chorreón de limón. Son distintos, sin embargo, los chicharrones de Jerez de la Frontera (Cádiz) y Chiclana de la Frontera (Cádiz), que se obtienen del cerdo después de derretir la manteca. Típicos de Jerez de la Frontera (Cádiz), se suelen hacer cocinados en su manteca con especias, existiendo varias chicharronerías[3] dedicadas a su venta. Se está trabajando para que este chicharrón sea IGP.[4]
- En Castilla y León se identifican con las llamadas cortezas, y se suelen usar en la elaboración de bollería tradicional, como las bollas de chicharrones, o en la de embutidos, que se usan en diversos guisos y platos variados. En Segovia y en Ávila el chicharrón, es el elaborado por la fritura del entresijo del cerdo. En la provincia de Zamora se suelen elaborar los turriyones con los «cuscarrones» (chicharrones).
- En Extremadura también se usan en la elaboración de bollería tradicional, especialmente para la confección de bollas de chicharrones al igual que en Castilla y León.[5]
- En Cataluña los chicharrones, llamados llardons, se hacen compactando y luego friendo los trocitos de cerdo que quedan después de haber extraído la grasa, de manera que quedan en forma de laminitas doradas y crujientes. Se venden a peso en las charcuterías y, en época de Carnaval, también en pastelerías. Se pueden comer solos o usar, por ejemplo, para hacer cocas (coques) dulces o saladas. En la fiesta de «San Juan» y el «Jueves Lardero» (el jueves antes de Carnaval) se consumen las famosísimas «cocas de chicharrones, piñones y azúcar» (coques de llardons).[6] Los chicharrones pueden ser un ingrediente de algunas butifarras de huevo, que también son típicas de Carnaval.[7]
- En Galicia y el ala occidental de Asturias son muy similares a los castellanos y se llaman rixó(n)s, roxó(n)s o roxóis.
- En las islas Canarias se denomina chicharrones a la piel del cerdo frita y espolvoreada en gofio.
- En Navarra y en País Vasco se denominan txantxigorris (en euskera). Con ellos se elaboran las tortas de chanchigorri.

## Guatemala

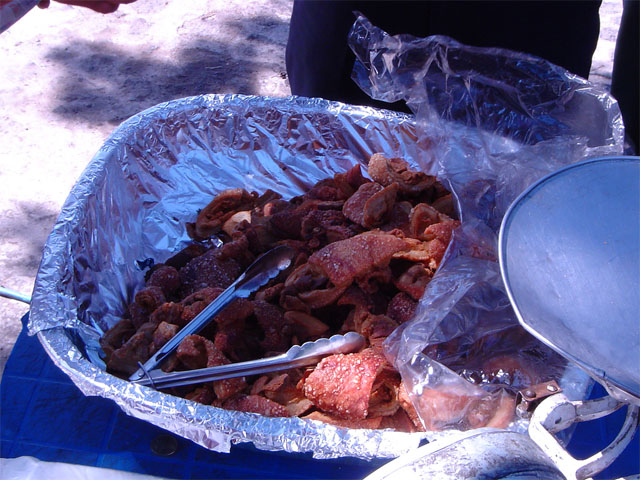
Chicharrón en Guatemala

Los chicharrones  en Guatemala se hacen de una manera artesanal, en muchos lugares se destasa  al cerdo en sus propias casas, separando la piel y la grasa del animal de la carne magra (con el fin de cortarlas por separado a tamaño de un puño), toda esta carne se acostumbra dejarla en el refrigerador un día anterior agregando sal y especias para darle sabor, luego se fríen, si se hace chicharrón de piel se fríe la piel, si se hacen carnitas se fríe la carne magra, todo esto en su misma grasa (se puede agregar grasa al principio), a muy altas temperaturas hasta lograr una consistencia crocante pero relativamente suave.
Esta comida es común encontrarla en las esquinas y comercios donde es preparado. La forma más común de comerlo es en el instante de ser sacados de la manteca hirviendo, colocándolos dentro de una tortilla de maíz recién hecha para envolverlos y rociarlos con jugo de limón al gusto. Para degustar de un platillo más elaborado, los chicharrones guatemaltecos suelen acompañarse de platillos típicos especiales como: picado de buche de marrano con rábano, salpicón o pico de gallo; que son diferentes ensaladas. [cita requerida].
También hay una versión industrial del chicharrón, que es un chicharrón más magro, más crujiente pero menos tostado. Estos se encuentran en todas las tiendas y supermercados de ambos países como golosinas. En Honduras, es común acompañarlo con yuca cocinada y se conoce como «yuca con chicharrón».

## Italia

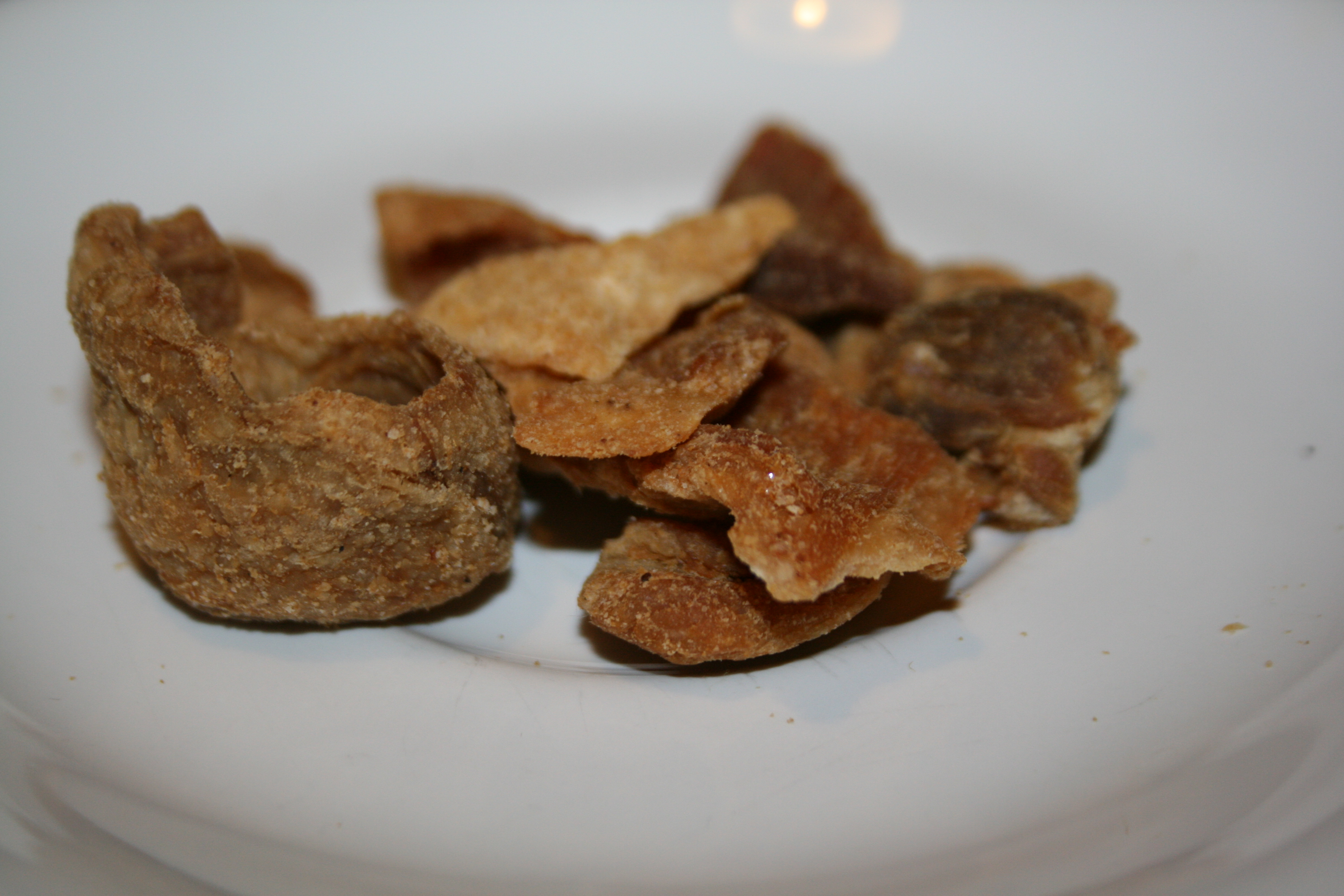
Ciccioli en Italia

En Italia, los ciccioli son tortas de grasa de cerdo que se preparan comprimiendo, secando y curando trozos de grasa. Se suelen servir secos y crujientes o húmedos.
Se conocen con este nombre en Emilia Romagna, mientras que en Nápoles se les llama cicoli, en Lacio y Umbria sfrizzoli y en Calabria risimugli.

## México

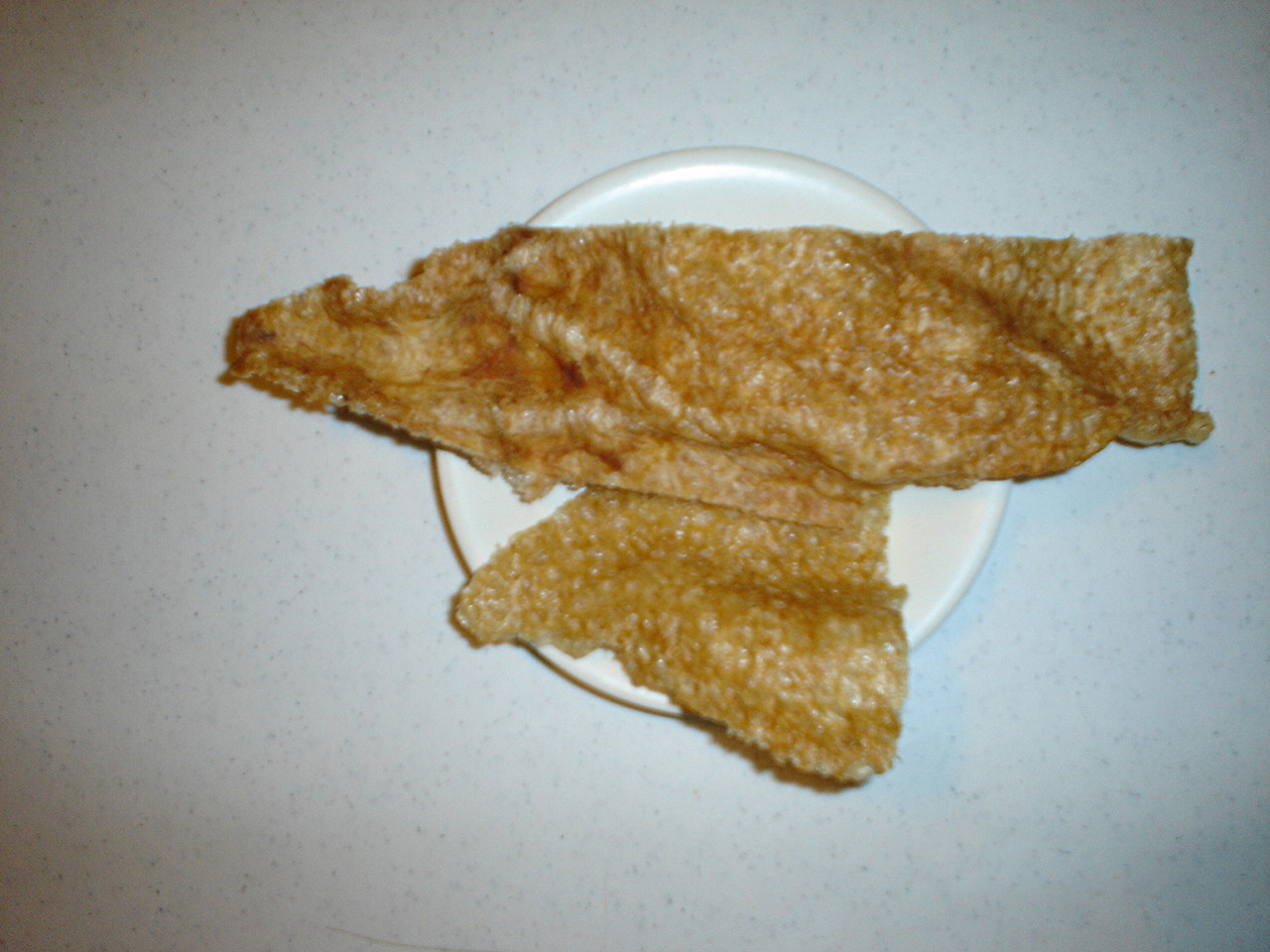
Chicharrón en México

En México también se le llama así a la piel de cerdo limpia que se hace freír entera en manteca, hasta que ésta se torna esponjosa y crujiente. La piel puede incluir algo del tejido adiposo subcutáneo (chicharrón con gorditos), algo de carne o ir completamente limpia. Se suele guisar en salsa verde o roja con papas en trozos y/o con nopales. También se come sin guisar, en una tortilla formando un taco, llamado taco placero que se suele acompañar de queso, aguacate, ensalada de nopal y salsa picante.
Además de la forma crujiente, existe el chicharrón prensado o prensa de chicharrón, que es, básicamente, el resultado de prensar el sancocho (pedacitos de carne), que se desprenden al freír el chicharrón de puerco; además se le agregan diferentes hierbas de olor, es usado en la preparación de quesadillas y otros guisados.
Con estos tipos de chicharrón se elaboran varios platillos, que se preparan de formas muy distintas. Como las quesadillas de chicharrón (prensado o de cuero preparado para guisado), chicharrón en salsa verde, gorditas de chicharrón, tacos de canasta de chicharrón (y muchos platillos regionales); o acompañando los frijoles o diversas sopas.
Cabe mencionar que los cueros del cerdo también se comen como botana, pero no se fríen, sino que se curan en salmuera o vinagre y se cortan en rodajas delgadas o en trozos. A esta botana simplemente se le llama cueritos, y se pueden acompañar solo con sal, limón y salsa picante o chile en polvo. Otra manera de comer estos «cueritos» es sobre un chicharrón de harina (imitaciòn del chicharrón crujiente) de unos 15 x 25 cm., untado de crema o frijol, acompañado por lechuga (o col) rayada, rodajas de jitomate y aguacate, y sazonado con salsa picante, limón y sal, y se les llama chicharrón preparado, que es una botana muy común en las plazas y mercados. A esta última suele conocerse como «Chilindrina» o «Durito».
Los chicharrones de res se preparan en un cazo y se fríen en sebo de res, al igual que las carnitas de puerco, puede llegar a tomar una hora de cocción y hay que estar moviendo constantemente con una pala de madera para que estas no se peguen al fondo, y así tengan una cocción pareja.
En la región mexicana conocida como Comarca Lagunera, y en los estados del país como Sonora y Nuevo León, se pueden encontrar chicharrones de res con tripitas, ubres y bofe; en el caso neoleonés es popular el chicharrón de la Ramos. Aunque también en algunos lugares de México, como la Ciudad de México, Oaxaca y Michoacán, se comen en tacos o como «parrillada», y estas también pueden llevar riñones, corazón, criadillas y mollejas, en otros lugares, como Querétaro, Guanajuato o Hidalgo, se preparan en cazo de cobre con manteca de cerdo.

## Panamá
En Panamá es costumbre freír en su propia grasa trozos de cerdo con carne, grasa y piel partida en cuadrados. Se prepara en pailas de hierro, preferentemente sobre fogones de leña, en las que se añaden los trozos de cerdo sazonados con sal y especias. Se agrega agua a la paila hasta cubrir los trozos de cerdo, a medida que el agua se evapora el cerdo libera su propia manteca, la cual finalmente termina por freírlos hasta tostarlos.
Es un acompañamiento para diversos platos típicos, aunque se acostumbra consumirlo mayormente en el desayuno, con patacones, carimañolas y otras frituras. También suele prepararse adobado o en guiso, después de freírlo, y se agrega a los frijoles para saborizarlos o como relleno en otras preparaciones, como el bollo preñao.

## Perú
En el Perú se le llama chicharrón a cualquier fritura de origen animal que se fríe hasta dejarla crocante (pescado, pollo, mariscos, cordero, alpaca y principalmente cerdo).
El más popular consiste en trozos de carne de cerdo sin piel que se cocinan en su misma grasa y agua condimentados sólo con sal. Se sirve con camotes fritos o papas sancochadas y maíz tostado más salsa criolla (cebolla picada al hilo con limón y trozos de hierbabuena). En la zona andina el chicharrón se acompaña con mote.
El chicharrón de cerdo se utiliza para preparar sánguches, conocidos como «pan con chicharrón».
El cerdo frito se sirve con papas, camotes y el mote, maíz autóctono. Francisco Pizarro, quien criaba cerdos en su infancia, era el principal aficionado a este plato completo durante los inicios de la colonización española.
Otro plato muy tradicional es el chicharrón de pescado, que consiste en trozos de pescado bañados con harina y fritos en aceite caliente, para comerlo se acompaña con salsas peruanas como salsa criolla, salsa de huacatay, crema de ají amarillo y crema de rocoto.

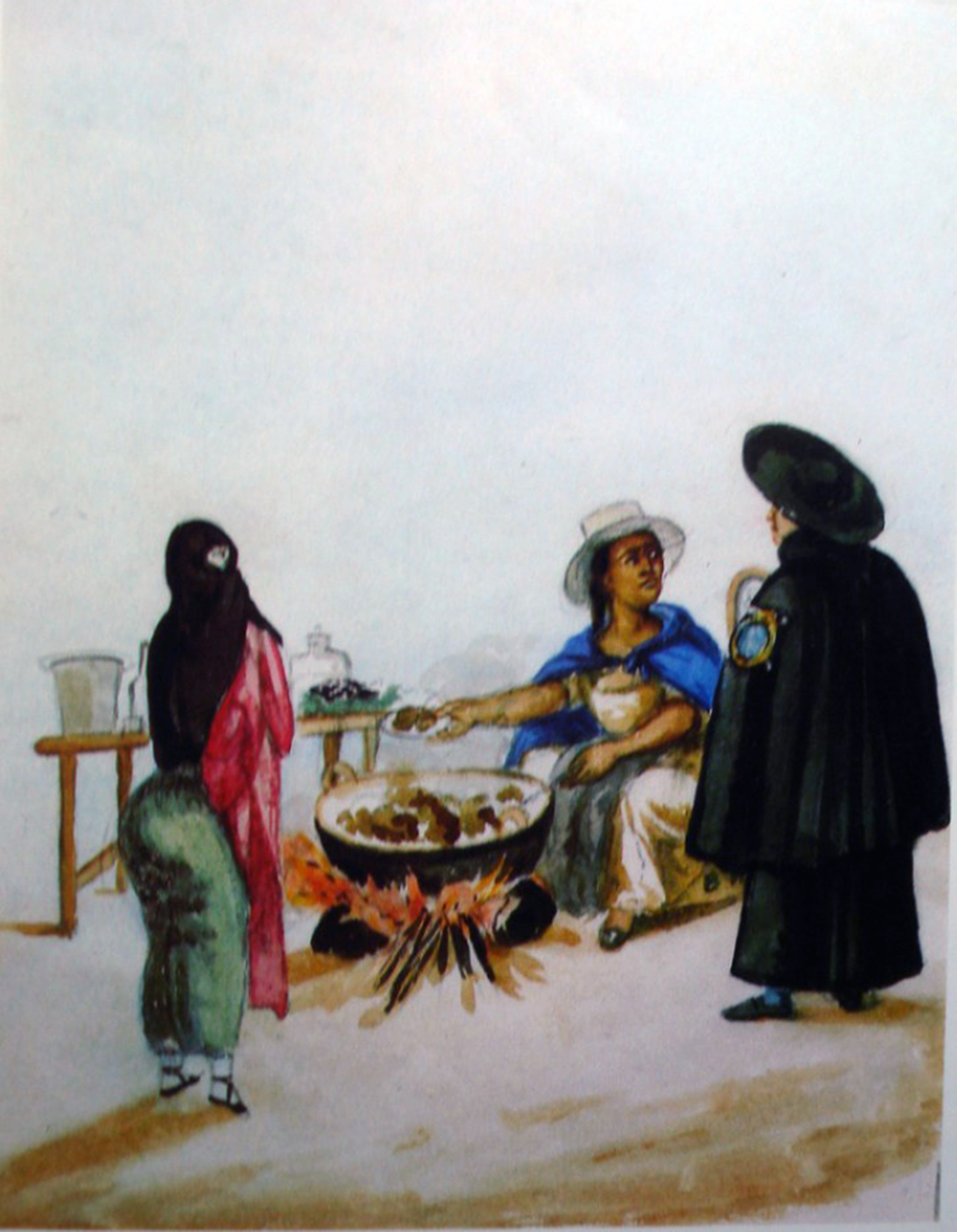
Tapada y chicharronera (Acuarela de Pancho Fierro, de inicios del siglo XIX)
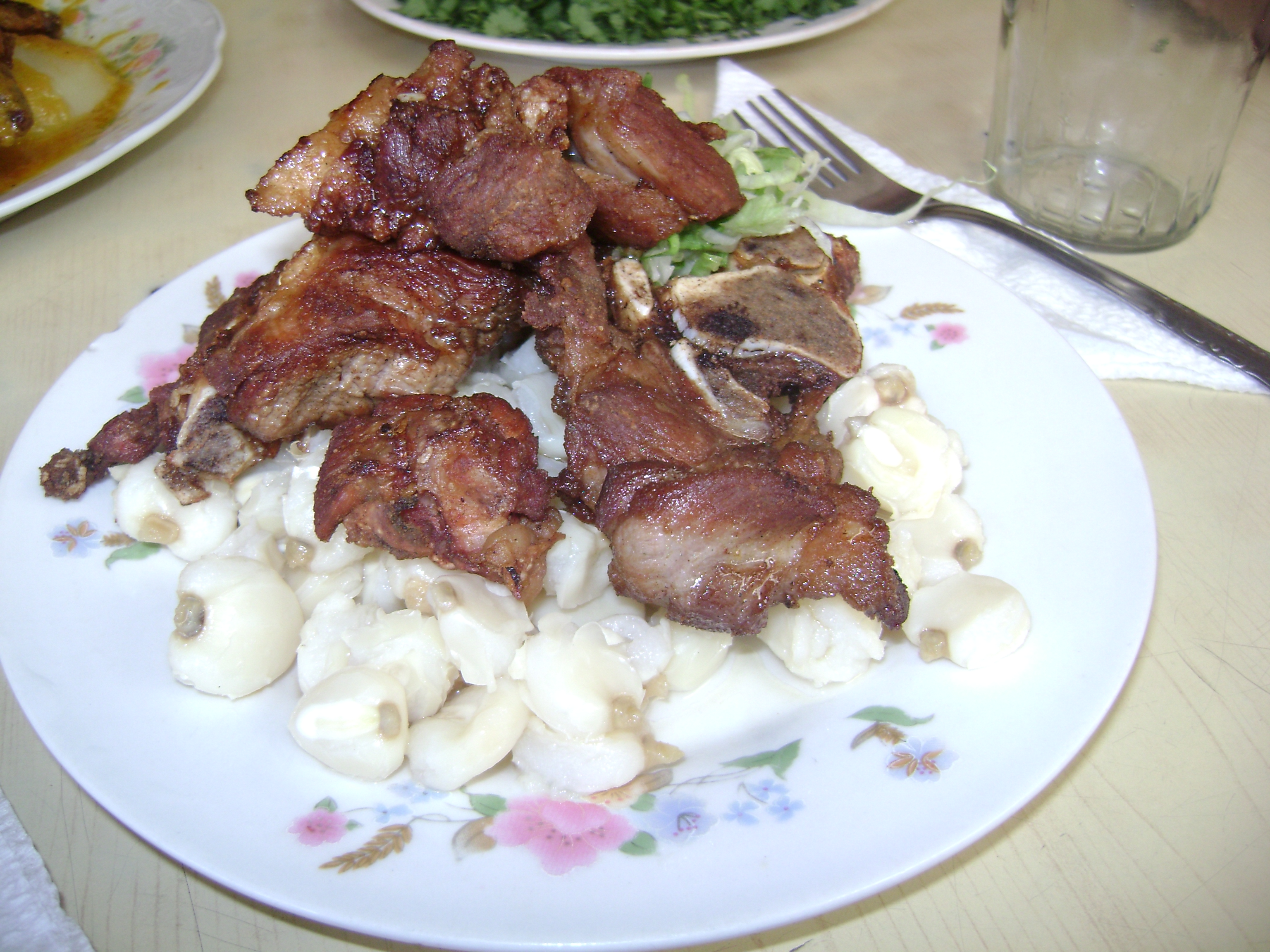
Chicharrón de cerdo con mote. Mercado de Huaraz. Ancash, Perú.
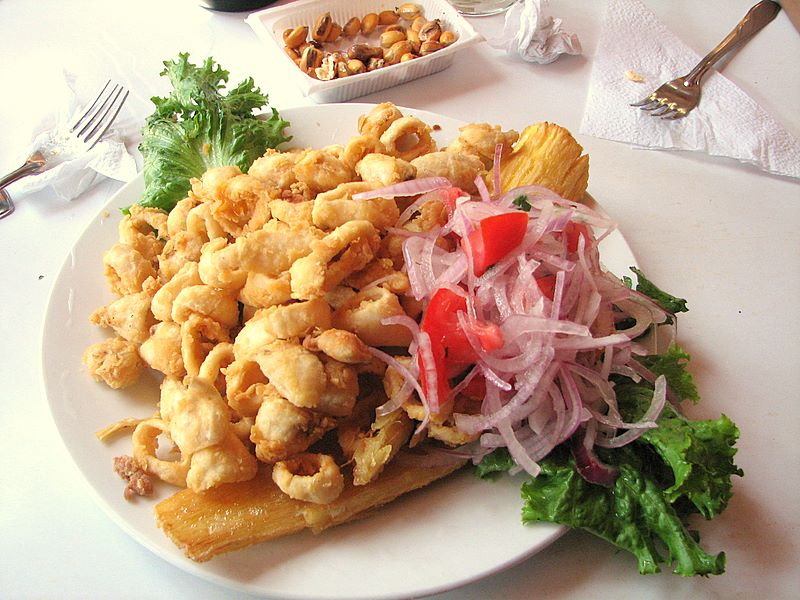
Chicharrón de pescado con salsa criolla

## República Dominicana
Es un plato típico que es elaborado con la piel grasosa del cerdo (comúnmente se le llama capa), friéndolo en aceite a altas temperaturas hasta dejarlo muy crujiente. Muy rara vez es elaborado con piel grasosa de otros animales pero usando grasa de cerdo. Se puede adquirir en las calles en los negocios informales (frituras o freidoras) de los pueblos, donde se puede ingerir con yuca, guineo verde (banano), ñame u otros víveres al igual que con tostones, pero la forma más común de comerlo es acompañado de casabe y se le adereza con limón o agrio. También se prepara en los hogares y además se agrega en trozos a otros platos como es al mofongo o en la preparación arroz (locrio de chicharrón).

## Venezuela
Los chicharrones de carne de cerdo, e inclusive de pollo, son considerados en la gastronomía venezolana como una exquisitez, consumida durante todo el año, muy especialmente en las fiestas navideñas; excepto en la Semana Santa. Es la piel con trozos de carne del cerdo recién beneficiado, fríta en aceite de cocina bien caliente, a su vez condimentado con un poco de sal. Cocinados en ollas de hierro macizo. Los platos más comunes, preparados a lo largo de la geografía de Venezuela, son las chicharronadas, que es una suerte de chicharrón guisado con tomates, cebolla, cebollín, pimentón o pimiento y otros. Están además la arepa de chicharrón, hallaquitas de chicharrón con ají, las caraotas acompañadas con chicharrón y ahuyama, cachapa (o arepa rellena) con chicharrón, los pasteles de chicharrón, los patacones, el asado llanero, con morcilla, chorizo, chinchurria y carne ahumada o carne curada. Pueden ser consumidos a cualquier hora del día, acompañados con cualquier bebida.

## Platos con chicharrón
- Yuca
- Chicharrón en salsa verde
- Chicharrón en salsa roja
- Chifrijo
- Sancocho
- Chicharrón de pescado
- Marranita
- Mofongo
- Pupusas de Chicharrón
- Locrio de chicharron